# Stamboom Christiaan X van Denemarken
Dit is de stamboom van Christiaan X van Denemarken (1870-1947).
| Stamboom Christiaan X van Denemarken (1870-1947)                                        | Stamboom Christiaan X van Denemarken (1870-1947)                                                                          | Stamboom Christiaan X van Denemarken (1870-1947)                                                                          | Stamboom Christiaan X van Denemarken (1870-1947)                                                                       | Stamboom Christiaan X van Denemarken (1870-1947)                                                                       | Stamboom Christiaan X van Denemarken (1870-1947)                                        | Stamboom Christiaan X van Denemarken (1870-1947)                                        | Stamboom Christiaan X van Denemarken (1870-1947)                                                 | Stamboom Christiaan X van Denemarken (1870-1947)                                                 | Stamboom Christiaan X van Denemarken (1870-1947)                              | Stamboom Christiaan X van Denemarken (1870-1947)                              | Stamboom Christiaan X van Denemarken (1870-1947)                              | Stamboom Christiaan X van Denemarken (1870-1947)                              | Stamboom Christiaan X van Denemarken (1870-1947)                                 | Stamboom Christiaan X van Denemarken (1870-1947)                                 | Stamboom Christiaan X van Denemarken (1870-1947)                                               | Stamboom Christiaan X van Denemarken (1870-1947)                                               |
| --------------------------------------------------------------------------------------- | --- | --- | --- | --- | --------------------------------------------------------------------------------------- | --------------------------------------------------------------------------------------- | ------------------------------------------------------------------------------------------------ | ------------------------------------------------------------------------------------------------ | ----------------------------------------------------------------------------- | ----------------------------------------------------------------------------- | ----------------------------------------------------------------------------- | ----------------------------------------------------------------------------- | -------------------------------------------------------------------------------- | -------------------------------------------------------------------------------- | ---------------------------------------------------------------------------------------------- | ---------------------------------------------------------------------------------------------- |
| Betovergrootouders                                                                      | Frederik Karel van Sleeswijk-Holstein-Sonderburg-Glücksburg (1757-1816) x 1780 Frederica Amalia van Schlieben (1757-1827) | Frederik Karel van Sleeswijk-Holstein-Sonderburg-Glücksburg (1757-1816) x 1780 Frederica Amalia van Schlieben (1757-1827) | Karel van Hessen-Kassel (1744-1836) x 1766 Louise van Denemarken (1750-1831)                                           | Karel van Hessen-Kassel (1744-1836) x 1766 Louise van Denemarken (1750-1831)                                           | Frederik van Hessen-Kassel (1747-1837) x 1786 Carolina van Nassau-Usingen (1762-1823)   | Frederik van Hessen-Kassel (1747-1837) x 1786 Carolina van Nassau-Usingen (1762-1823)   | Frederik van Denemarken (1753-1805) x 1774 Sophia Frederika van Mecklenburg-Schwerin (1758-1794) | Frederik van Denemarken (1753-1805) x 1774 Sophia Frederika van Mecklenburg-Schwerin (1758-1794) | Karel XIV Johan van Zweden (1763-1844) x 1798 Désirée Clary (1777-1860)       | Karel XIV Johan van Zweden (1763-1844) x 1798 Désirée Clary (1777-1860)       | Eugène de Beauharnais (1781-1824) x 1806 Augusta van Beieren (1788-1851)      | Eugène de Beauharnais (1781-1824) x 1806 Augusta van Beieren (1788-1851)      | Willem I van Oranje-Nassau (1772-1843) x 1791 Wilhelmina van Pruisen (1774-1837) | Willem I van Oranje-Nassau (1772-1843) x 1791 Wilhelmina van Pruisen (1774-1837) | Frederik Willem III van Pruisen (1770-1840) x 1793 Louise van Mecklenburg-Strelitz (1776-1810) | Frederik Willem III van Pruisen (1770-1840) x 1793 Louise van Mecklenburg-Strelitz (1776-1810) |
| Overgrootouders                                                                         | Frederik Willem van Sleeswijk-Holstein-Sonderburg-Glücksburg (1785-1831) x 1810 Louise Carolina van Hessen (1789-1867)    | Frederik Willem van Sleeswijk-Holstein-Sonderburg-Glücksburg (1785-1831) x 1810 Louise Carolina van Hessen (1789-1867)    | Frederik Willem van Sleeswijk-Holstein-Sonderburg-Glücksburg (1785-1831) x 1810 Louise Carolina van Hessen (1789-1867) | Frederik Willem van Sleeswijk-Holstein-Sonderburg-Glücksburg (1785-1831) x 1810 Louise Carolina van Hessen (1789-1867) | Willem van Hessen-Kassel (1787-1867) x 1810 Louise Charlotte van Denemarken (1789-1864) | Willem van Hessen-Kassel (1787-1867) x 1810 Louise Charlotte van Denemarken (1789-1864) | Willem van Hessen-Kassel (1787-1867) x 1810 Louise Charlotte van Denemarken (1789-1864)          | Willem van Hessen-Kassel (1787-1867) x 1810 Louise Charlotte van Denemarken (1789-1864)          | Oscar I van Zweden (1799-1859) x 1823 Josephine van Leuchtenberg (1807-1876)  | Oscar I van Zweden (1799-1859) x 1823 Josephine van Leuchtenberg (1807-1876)  | Oscar I van Zweden (1799-1859) x 1823 Josephine van Leuchtenberg (1807-1876)  | Oscar I van Zweden (1799-1859) x 1823 Josephine van Leuchtenberg (1807-1876)  | Frederik van Oranje-Nassau (1797-1881) x 1825 Louise van Pruisen (1808-1870)     | Frederik van Oranje-Nassau (1797-1881) x 1825 Louise van Pruisen (1808-1870)     | Frederik van Oranje-Nassau (1797-1881) x 1825 Louise van Pruisen (1808-1870)                   | Frederik van Oranje-Nassau (1797-1881) x 1825 Louise van Pruisen (1808-1870)                   |
| Grootouders                                                                             | Christiaan IX van Denemarken (1818-1906) x 1842 Louise van Hessen-Kassel (1817-1898)                                      | Christiaan IX van Denemarken (1818-1906) x 1842 Louise van Hessen-Kassel (1817-1898)                                      | Christiaan IX van Denemarken (1818-1906) x 1842 Louise van Hessen-Kassel (1817-1898)                                   | Christiaan IX van Denemarken (1818-1906) x 1842 Louise van Hessen-Kassel (1817-1898)                                   | Christiaan IX van Denemarken (1818-1906) x 1842 Louise van Hessen-Kassel (1817-1898)    | Christiaan IX van Denemarken (1818-1906) x 1842 Louise van Hessen-Kassel (1817-1898)    | Christiaan IX van Denemarken (1818-1906) x 1842 Louise van Hessen-Kassel (1817-1898)             | Christiaan IX van Denemarken (1818-1906) x 1842 Louise van Hessen-Kassel (1817-1898)             | Karel XV van Zweden (1826-1872) x 1850 Louise van Oranje-Nassau (1828-1871)   | Karel XV van Zweden (1826-1872) x 1850 Louise van Oranje-Nassau (1828-1871)   | Karel XV van Zweden (1826-1872) x 1850 Louise van Oranje-Nassau (1828-1871)   | Karel XV van Zweden (1826-1872) x 1850 Louise van Oranje-Nassau (1828-1871)   | Karel XV van Zweden (1826-1872) x 1850 Louise van Oranje-Nassau (1828-1871)      | Karel XV van Zweden (1826-1872) x 1850 Louise van Oranje-Nassau (1828-1871)      | Karel XV van Zweden (1826-1872) x 1850 Louise van Oranje-Nassau (1828-1871)                    | Karel XV van Zweden (1826-1872) x 1850 Louise van Oranje-Nassau (1828-1871)                    |
| Ouders                                                                                  | Frederik VIII van Denemarken (1843-1912) x 1869 Louise Bernadotte (1851-1926)                                             | Frederik VIII van Denemarken (1843-1912) x 1869 Louise Bernadotte (1851-1926)                                             | Frederik VIII van Denemarken (1843-1912) x 1869 Louise Bernadotte (1851-1926)                                          | Frederik VIII van Denemarken (1843-1912) x 1869 Louise Bernadotte (1851-1926)                                          | Frederik VIII van Denemarken (1843-1912) x 1869 Louise Bernadotte (1851-1926)           | Frederik VIII van Denemarken (1843-1912) x 1869 Louise Bernadotte (1851-1926)           | Frederik VIII van Denemarken (1843-1912) x 1869 Louise Bernadotte (1851-1926)                    | Frederik VIII van Denemarken (1843-1912) x 1869 Louise Bernadotte (1851-1926)                    | Frederik VIII van Denemarken (1843-1912) x 1869 Louise Bernadotte (1851-1926) | Frederik VIII van Denemarken (1843-1912) x 1869 Louise Bernadotte (1851-1926) | Frederik VIII van Denemarken (1843-1912) x 1869 Louise Bernadotte (1851-1926) | Frederik VIII van Denemarken (1843-1912) x 1869 Louise Bernadotte (1851-1926) | Frederik VIII van Denemarken (1843-1912) x 1869 Louise Bernadotte (1851-1926)    | Frederik VIII van Denemarken (1843-1912) x 1869 Louise Bernadotte (1851-1926)    | Frederik VIII van Denemarken (1843-1912) x 1869 Louise Bernadotte (1851-1926)                  | Frederik VIII van Denemarken (1843-1912) x 1869 Louise Bernadotte (1851-1926)                  |
| Christiaan X (1870-1947) x1898 Alexandrine Augusta van Mecklenburg-Schwerin (1879-1952) | | | | |                                                                                         |                                                                                         |                                                                                                  |                                                                                                  |                                                                               |                                                                               |                                                                               |                                                                               |                                                                                  |                                                                                  |                                                                                                |                                                                                                |
| Kinderen                                                                                | Frederik IX (1899–1972) x 1935 Ingrid van Zweden (1910-2000)                                                              | Frederik IX (1899–1972) x 1935 Ingrid van Zweden (1910-2000)                                                              | Frederik IX (1899–1972) x 1935 Ingrid van Zweden (1910-2000)                                                           | Frederik IX (1899–1972) x 1935 Ingrid van Zweden (1910-2000)                                                           | Frederik IX (1899–1972) x 1935 Ingrid van Zweden (1910-2000)                            | Frederik IX (1899–1972) x 1935 Ingrid van Zweden (1910-2000)                            | Frederik IX (1899–1972) x 1935 Ingrid van Zweden (1910-2000)                                     | Frederik IX (1899–1972) x 1935 Ingrid van Zweden (1910-2000)                                     | Frederik IX (1899–1972) x 1935 Ingrid van Zweden (1910-2000)                  | Frederik IX (1899–1972) x 1935 Ingrid van Zweden (1910-2000)                  | Frederik IX (1899–1972) x 1935 Ingrid van Zweden (1910-2000)                  | Knoet Christiaan (1900–1976) x 1933 Caroline Mathilde (1912-1995)             | Knoet Christiaan (1900–1976) x 1933 Caroline Mathilde (1912-1995)                | Knoet Christiaan (1900–1976) x 1933 Caroline Mathilde (1912-1995)                | Knoet Christiaan (1900–1976) x 1933 Caroline Mathilde (1912-1995)                              | Knoet Christiaan (1900–1976) x 1933 Caroline Mathilde (1912-1995)                              |
| Kleinkinderen                                                                           | Margrethe II (1940) x 1967 Henri de Laborde de Monpezat (1934)                                                            | Margrethe II (1940) x 1967 Henri de Laborde de Monpezat (1934)                                                            | Margrethe II (1940) x 1967 Henri de Laborde de Monpezat (1934)                                                         | Benedikte (1944) x 1968 Richard zu Sayn-Wittgenstein-Berleburg (1934)                                                  | Benedikte (1944) x 1968 Richard zu Sayn-Wittgenstein-Berleburg (1934)                   | Benedikte (1944) x 1968 Richard zu Sayn-Wittgenstein-Berleburg (1934)                   | Anne Marie (1946) x 1964 Constantijn II (1940) Laatste koning der Hellenen                       | Anne Marie (1946) x 1964 Constantijn II (1940) Laatste koning der Hellenen                       | Anne Marie (1946) x 1964 Constantijn II (1940) Laatste koning der Hellenen    | Anne Marie (1946) x 1964 Constantijn II (1940) Laatste koning der Hellenen    | Anne Marie (1946) x 1964 Constantijn II (1940) Laatste koning der Hellenen    | Elisabeth (1935)                                                              | Ingolf (1940) x 1968 Inge Terney (1938-1996)                                     | Christian (1942-2013) x 1971 Anne Dorte Maltoft-Nielsen (1947-2014)              | Christian (1942-2013) x 1971 Anne Dorte Maltoft-Nielsen (1947-2014)                            | Christian (1942-2013) x 1971 Anne Dorte Maltoft-Nielsen (1947-2014)                            |
| Achterkleinkinderen                                                                     | Frederik (1968) x 2004 Mary Donaldson (1972)                                                                              | Joachim (1969) | Joachim (1969) | Gustav (1969) | Alexandra (1970) x 1998 Jefferson-Friedrich van Pfeil en Klein-Ellguth (1967)           | Nathalie (1975) x 2010 Alexander Johannsmann (1977)                                     | Alexia (1965) x 1999 Carlos Morales Quintana (1970)                                              | Paul (1967) x 1999 Marie-Chantal Miller (1968)                                                   | Nikolaos (1969) x 2010 Tatiana Blatnik (1980)                                 | Theodora (1983)                                                               | Philippos (1986)                                                              | -                                                                             | -                                                                                | Camilla (1972) x 1998 Thomas Christian Schmidt (1970)                            | Josephine (1972) x 1995 Mikael John Rosanes (1952)                                             | Feodora (1975) x 2008 Morten Rønnow (1968)                                                     |
| Achterkleinkinderen                                                                     | Frederik (1968) x 2004 Mary Donaldson (1972)                                                                              | x 1995 Alexandra Christina Manley (1964)                                                                                  | x 2008 Marie Cavallier (1976)                                                                                          | Gustav (1969) | Alexandra (1970) x 1998 Jefferson-Friedrich van Pfeil en Klein-Ellguth (1967)           | Nathalie (1975) x 2010 Alexander Johannsmann (1977)                                     | Alexia (1965) x 1999 Carlos Morales Quintana (1970)                                              | Paul (1967) x 1999 Marie-Chantal Miller (1968)                                                   | Nikolaos (1969) x 2010 Tatiana Blatnik (1980)                                 | Theodora (1983)                                                               | Philippos (1986)                                                              | -                                                                             | -                                                                                | Camilla (1972) x 1998 Thomas Christian Schmidt (1970)                            | Josephine (1972) x 1995 Mikael John Rosanes (1952)                                             | Feodora (1975) x 2008 Morten Rønnow (1968)                                                     |
| Betachterkleinkinderen                                                                  | Christian (2005) Isabella (2007) Vincent (2011) Josephine (2011)                                                          | Nicolai (1999) Felix (2002)                                                                                               | Henrik (2009) Athena (2012)                                                                                            | - | Friedrich (1999) Ingrid (2003)                                                          | Konstantin (2010)                                                                       | Arrietta (2002) Ana Maria (2003) Carlos Morales y de Grecia (2005) Amelia (2007)                 | Maria (1996) Constantijn (1998) Achilleas (2000) Odysseas (2004) Aristidis (2008)                | -                                                                             | -                                                                             | -                                                                             | -                                                                             | -                                                                                | Julius (2001) Clara (2004)                                                       | Anastasia (1997) Ludwig (2000) Leopold (2005) Theodor (2008)                                   | Caroline-Mathilde (2009)                                                                       |